# Dentilabus lugubris
Dentilabus lugubris là một loài tò vò trong họ Ichneumonidae.